# 小松清猷
小松 清猷（こまつ きよもと/きよみち）は、江戸時代後期の薩摩藩士。小松氏当主。1840年より1855年まで薩摩国吉利（現在の日置市日吉町吉利）領主、清水地頭職。家格は一所持。

## 生涯
文政10年（1827年）1月24日、薩摩藩士・小松清穆の次男として鹿児島城下の小松家の屋敷にて誕生。母は島津久逵の長女。幼名は松壽。
天保7年（1836年）、10代藩主・島津斉興に初お目見えし、藩主の加冠により元服。天保11年（1840年）7月19日、父・清穆の隠居により家督を相続した。天保15年（1844年）1月に詰衆になる。同年11月3日、稲荷神社祭式に付き、流鏑馬を勤める。嘉永元年（1848年）12月、藩主・斉興の命で京都に行く。嘉永2年（1849年）12月、當番頭、奉者番に就任。嘉永4年（1851年）5月8日、江戸幕府より鶴を拝領、かつ斉興の子・島津斉彬の家督につき帰国の御礼使を務める。嘉永5年（1852年）、鹿児島城下に帰ると6番御小姓組番頭になる。ひき続き當番頭、奉者番も兼任。
嘉永6年（1853年）には清水郷（現在の霧島市国分清水町他）地頭に就任。同年に1番小姓組番頭に就任し、同年12月には御軍役惣物頭取も兼任した。また、御近習通御軍役方相図の太鼓役兼職した。
島津斉彬の命にて赴任した琉球（現在の沖縄県）において、安政2年（1855年）死去。
家督は喜入領主・肝付兼善の三男・尚五郎（後の小松清廉（帯刀）が跡目相続し、宮之原主計通哲の養女になった清猷の実妹・小松近が嫁いだ。明治2年（1869年）4月7日、遺骨が琉球より戻り、小松家代々の菩提寺吉利郷の曹洞宗清浄山園林寺に埋葬された。

## 系譜
- 父：小松清穆（1793-1856）
- 母：島津久逵長女
- 妻：速 - 重富島津家の島津静洞忠貫の三女。嘉永元年（1848年）2月21日に娶り、同年4月13日病死
- 後妻：道 - 花岡島津家の島津久寛の次女。嘉永元年（1848年）10月に娶る
- 側室 - 吉利郷の物奉行の娘（「日吉町郷土誌 上巻」に記載されるも「近世禰寝家文書」では記載されず）
- 養子
  - 男子：小松清廉（1835-1870） - 肝付兼善の三男

## 人物
- 幼少より才気有り、学を好み、神童の誉れ高かったという。また書がうまく、鮫島白鶴より書を習うという。吉利郷の清浄山園林寺の扁額は清猷10歳の頃の筆跡という。
- 現在、日吉町吉利の浄土真宗大谷派円林寺には清猷の肖像画があり、「日吉町郷土誌」に掲載されている。
- 「鹿児島城下絵図散歩」には今の鹿児島市山下町の地に小松家の宅地があり、家督相続2年後の天保13年の表記では「小松相馬」とあり、広さは2,372坪。なお、この宅地はもともと示現流師範の東郷重位が島津忠恒からもらったもので、東郷実満の代に東郷氏が手放した後に島津市正の所有となり、のち小松氏の宅地になったという（「示現流聞書喫緊録付録系図」と「示現流兵法」参照）。
- 「日吉町郷土誌」によると、清猷の側室の父は吉利郷で権勢をふるったという。また、側室にも子がなかったので、側室の実家の氏については不詳。

## 小松清猷を演じた俳優
- 沢村一樹（2008年NHK大河ドラマ『篤姫』）